# César Pizarro
César Díaz Pizarro (Chiclayo, Perú; 16 de septiembre de 1990) es un futbolista peruano-estadounidense. Juega como delantero y actualmente se encuentra sin equipo.
Nacido en Chiclayo, Pizarro creció en Chino, California, y anteriormente asistió a la escuela secundaria Rubén Ayala en Chino Hills. Jugó fútbol de club durante seis años con el Arsenal FC, con sede en Temecula. 

## Carrera

### UC Riverside
En la temporada 2008 apareció en 19 partidos como novato, anotando cuatro goles y sumando dos asistencias. En la temporada siguiente jugó los 18 partidos, aportando un par de goles. En 2010, obtuvo la mención honorífica All-Big West en donde anotó cinco goles y tres asistencias. 
Como estudiante de último año de los Highlanders en 2011, Pizarro fue nombrado Jugador Co-Ofensivo del Año de la Conferencia Big West, así como homenajeado en el Segundo Equipo de la Región All-Far West de la NSCAA y en el Primer Equipo All-Big West. Produjo nueve goles, con cuatro ganadores de juegos, un nuevo récord escolar en una sola temporada, junto con tres asistencias mientras comenzaba los 19 partidos en su última campaña universitaria. Pizarro guio a UCR a una marca general de 9-6-4, estableciendo un estándar de programa para victorias mientras el equipo avanzaba a su primer Torneo Big West. Díaz Pizarro jugó en la universidad en UC Riverside de 2008 a 2011. Pizarro hizo 74 apariciones durante una destacada carrera de cuatro años en UC Riverside, atrayendo 53 partidos como titular y anotando 20 goles, incluidos ocho ganadores del juego y ocho asistencias. Dejó el programa número 1 en la tabla de todos los tiempos en juegos jugados y goles ganadores, y número 2 en puntos y goles marcados.

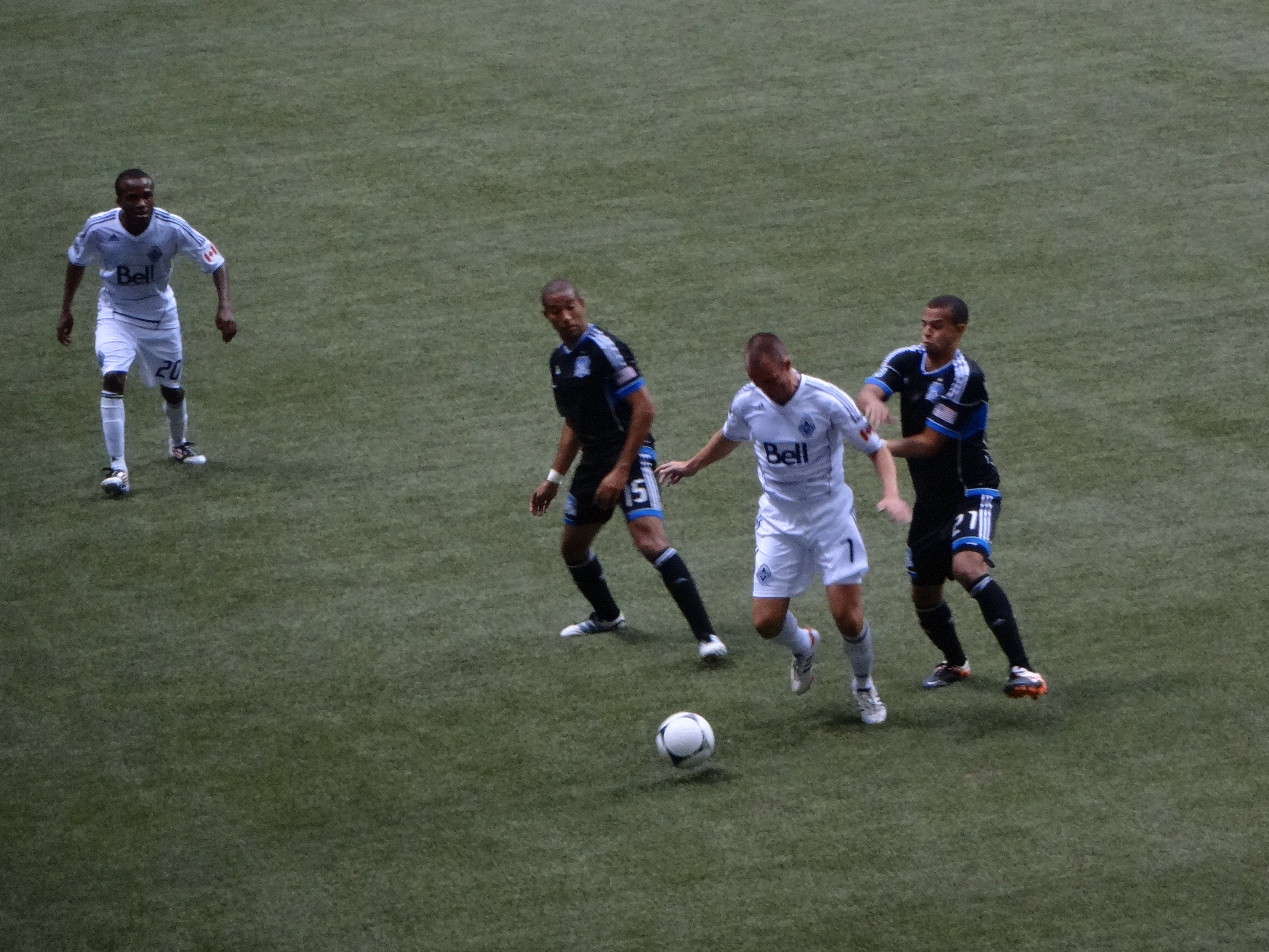
César Díaz Pizarro frente al Vancouver Whitecaps.

### San Jose Earthquakes
Díaz Pizarro fue seleccionado en la segunda ronda del Draft Suplementario de la MLS 2012 (25° en general) por el club San Jose Earthquakes y fue firmado 2 semanas después. 
Hizo su debut profesional en la MLS el 27 de mayo de 2012, en el minuto 60 en la derrota por 2-1 ante el Sporting KC. Después de luchar con una hernia deportiva durante todo el año, se sometió a una artroscopia de rodilla derecha en su menisco lateral después del final de la temporada regular.